# انتهای جاده (فیلم ۱۳۸۶)
انتهای جاده فیلمی به کارگردانی فرزاد مؤتمن، نویسندگی سعید نعمت‌الله و تهیه‌کنندگی محمدرضا شفیعی محصول سال ۱۳۸۶ است که اولین بار دی ۱۳۸۶ از شبکه یک تلویزیون ایران به نمایش درآمد و پس از آن از شبکه‌های مختلف بازپخش شده‌است. این فیلم اولین تجربه کارگردانی فرزاد مؤتمن در تلویزیون می‌باشد.

## خلاصه داستان
این فیلم داستان زنی به اسم «اقدس» با بازی «آفرین عبیسی» را روایت می‌کند که در دوره سالخوردگی زندگی اش، با حقایق تازه و تلخ روبرو می‌شود. او که دبیر بازنشسته ادبیات است، ۳ فرزند پسر دارد. ۲ پسرش در خارج از کشور زندگی می‌کنند و پسر آخرش هم تصمیم دارد او را تن‌ها بگذارد. در انتهای جاده، روایت آخرین روزهای زندگی پسر در کنار مادر است.

## بازیگران
- آفرین عبیسی
- ابوالفضل پورعرب
- محمود عزیزی
- نگین عبداللهی
- فرهاد بشارتی
- سیروس میمنت
- یکتا بهروزی
- سیامک اشعریون
- رحمت‌الله شکرخند
- ندا غلام زاده